# Société des amis de la cathédrale de Strasbourg
La Société des amis de la cathédrale de Strasbourg est une association à but non lucratif fondée en 1902. Elle a pour objectif de susciter l’intérêt du public pour la cathédrale de Strasbourg, d'encourager les études scientifiques du monument et d'aider à la préservation des œuvres d’art qui s’y trouvent. 
Elle est membre de la Fédération des sociétés d'histoire et d'archéologie d'Alsace et membre fondateur de la Fédération des associations et sociétés des amis des cathédrales. Elle est présidée depuis 2022 par Francis Klakocer.

## Historique

### Fondation
L’état de conservation de la cathédrale de Strasbourg est au début du XXe siècle une source de préoccupation à la fois pour la municipalité, les autorités religieuses et les universitaires. La question qui se pose en particulier est celle des moyens : la Fondation de l’Œuvre Notre-Dame prend à sa charge la majeure partie des coûts d’entretien et de restauration, mais elle n’est alors plus en mesure de financer des chantiers de grande ampleur. Afin de résoudre ce problème, l’architecte de la cathédrale Johann Knauth porte le projet de créer une association dont l’objet serait de collecter des fonds pour la restauration de la cathédrale.
La première assemblée générale de la Strassburger Münster-Verein a lieu le 9 juillet 1902 au Palais Rohan. Après l’adoption des statuts, les membres fondateurs élisent Friedrich Wilhelm Beemelmans à la présidence. Au cours de sa première année d’existence, l'association compte cent soixante et onze membres, dont un peu moins de la moitié sont des membres du clergé, l’évêque incitant ceux-ci à s’impliquer fortement dans la société civile. L’autre moitié comprend des universitaires, mais surtout des membres de l’élite locale, bourgeois aisés et représentants de l’administration municipale ou impériale.

### Premiers financements (1905-1909)
Le premier projet financé par l’association est une campagne de documentation photographique de la galerie des apôtres réalisée en 1905. C’est toutefois surtout à partir de 1909 que sa capacité à lever des fonds est sollicitée, lorsque commencent à être estimées les sommes colossales nécessaires à la réfection du pilier supportant la haute tour. En effet, celui-ci commence à montrer des signes de faiblesse et doit faire l’objet d’une restauration de grande ampleur.
La Société organise ainsi des loteries, dont le premier tirage a lieu le 27 avril 1912 et pour lesquelles elle parvient à obtenir le support de l’empereur Guillaume II. Les tirage se poursuivent les années suivantes, y compris pendant la guerre et permettent de récolter au total 1 250 000 marks. Toutefois, le financement est finalement un échec, la défaite allemande en 1918 ayant fait perdre toute valeur aux obligations de guerre dans lesquelles l’argent a été investi.

### Des temps difficiles (1918-1945)

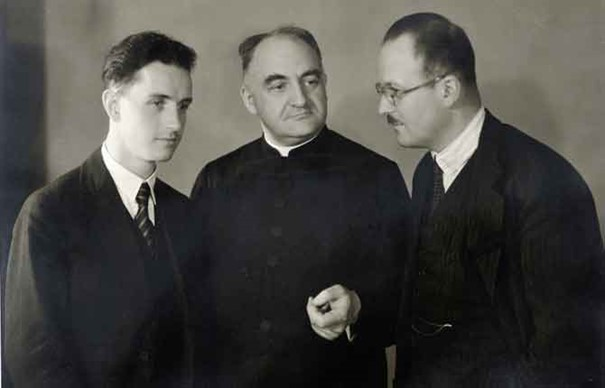
Hans Reinhardt, Joseph Walter et Étienne Fels, trois présidents successifs.

La fin de la Première Guerre mondiale marque une interruption dans l’activité de la Société. Après avoir fait expulser certains de ses membres, comme Johann Knauth, le gouvernement français interdit à l’association d’organiser des loteries puis impose comme président Anselme Laugel, un francophile qui s’était fait remarquer pour son zèle dans la « dégermanisation » de l’Alsace. Il est par ailleurs nécessaire de changer le nom de la Société, les dénominations allemandes n’étant plus admises. L’assemblée générale des membres est convoquée le 8 mai 1922 pour enregistrer officiellement ces changements, l’association prenant désormais le nom d’Association des amis de la cathédrale de Strasbourg. 
L’État français ayant pris la main sur les travaux concernant la cathédrale, et par extension sur leur financement, l’association recentre son activité sur l’étude de l’édifice. L’activité reste toutefois faible pendant encore plusieurs années et c’est surtout grâce à l’implication de l’abbé Joseph Walter qu’elle reprend. Celui-ci préside ainsi une conférence sur les vitraux en avril 1924, puis rédige la majeure partie des articles du bulletin, renommé Bulletin de la Société des amis de la cathédrale de Strasbourg, dont la parution reprend en 1925. Il n’est toutefois pas possible d’assurer un rythme de publication annuel et ce n’est qu’en 1932 que paraît le deuxième numéro.
Signe des difficultés de la Société, il faut près de six mois pour trouver un nouveau président après la mort de Laugel. Le premier candidat, le chanoine Eugène Muller, est écarté car considéré comme trop engagé politiquement. Le choix se porte finalement sur l’historien Joseph Gass, plus consensuel. Ce n’est toutefois qu’au départ de celui-ci en 1933 que l’activité reprend fortement grâce à l’accession à la présidence de Joseph Walter. Celui-ci commence par faire proposer une modification des statuts, qui est adoptée le 8 mai 1934 et introduit dans l’objet de l’association le soutien aux recherches historiques et archéologiques sur le monument. Le bulletin est désormais publié à un rythme bisannuel tandis que sa qualité scientifique s’améliore grâce à l’appel à des spécialistes comme Étienne Fels. Le point d’orgue de cette période est l’organisation en 1939 de grandes festivités pour les cinq cents ans de l’achèvement de la flèche de la cathédrale.
La Seconde Guerre mondiale met brutalement fin à cette courte période de reprise : après l’annexion de fait de l’Alsace par le Troisième Reich en 1940, l’association est dissoute, son patrimoine et ses fonds confisqués. Les Allemands tentent de la remplacer par une Münstervereins de leur création avec des dirigeants importés d’Allemagne, mais cette tentative ne donne aucun résultat.

### Un long redémarrage (1945-1994)
L’association reste encore inactive deux ans après la fin de la guerre, avant que l’assemblée générale ne se réunisse de nouveau le 2 juin 1947. La décision est prise de reformer le comité directeur et le bureau dans leur composition d’avant-guerre. Certains membres ne pouvant toutefois plus assurer leurs fonctions doivent être remplacés ; c’est notamment le cas de Joseph Walter, qui, malade, préfère renoncer à la charge de président. Hugo Haug lui succède. Celui-ci s’emploie à chercher des contributeurs pour le bulletin, mais malgré l’entrée dans la Société d’historiens comme Victor Beyer ou Robert Will, seuls deux numéros sont publiés avant les années 1970. La Société reste néanmoins active dans la protection de la cathédrale et fait partie des opposants au projet de l’État de détruire les galeries de Goetz, finalement abandonné.
La publication régulière du bulletin sur un rythme bisannuel reprend avec l’élection à la présidence de Hans Reinhardt en 1970 puis de François Joseph Fuchs en 1975. Par ailleurs, à l’image de ce qui avait été fait en 1939, l’association organise de grandes festivités en septembre 1975 pour les sept cents ans de l’achèvement de la nef. Lorsque la présidence de François Joseph Fuchs prend fin en 1994, l’association compte cinq cent trente-sept membres ; il est remplacé par Jean-Paul Lingelser.

### Ouverture et diversification des actions (après 1994)
La fin des années 1990 est marquée par un important chantier de refonte des statuts de l’association, qui posent alors problèmes du fait de leur inadaptation aux évolutions législatives. La nouvelle version, adoptée le 26 avril 2000, permet ainsi à la Société de prétendre au statut d’association d’utilité publique, qui lui est accordé le 10 septembre 2001. Cette reconnaissance accompagne la reprise des activités de mécénat, jusqu'à présent en sommeil.
En 2013, Marc Carel Schurr (de), professeur d’histoire de l’art de l’Université de Strasbourg, prend le relais. Il développe les activités vers le public germanophone, ouvre l'association au numérique et permet ainsi l’accroissement du nombre d’adhérents. L'augmentation des dons permet de développer les mécénats, l'association jouant le rôle de financeur ou d'intermédiaire. Pour le millénaire des fondations de la cathédrale de Werner, en 2015, la Société organise un colloque scientifique international. En 2022, Francis Klakocer est élu à son tour président de l'association.

## Organisation
À sa fondation e 1902, l’association est organisée autour d’un comité servant de conseil d’administration et comprenant vingt membres. Cinq membres disposent d’un siège de droit : l’évêque, le maire, l’architecte de l’Œuvre Notre-Dame, le préfet et un représentant du chapitre cathédral. Les quinze autres sièges sont pourvus par des membres de l’association élus par l’assemblée générale pour trois ans. L’ensemble des sièges n’est renouvelé simultanément, mais par tiers avec une élections annuelle. En parallèle, les affaires courantes sont gérées par un bureau composé d’un président, de deux vice-présidents, d’un trésorier, d’un secrétaire et d’un secrétaire adjoint.

## Activités
- Organisation de cycles de conférences publiques annuels en partenariat avec la Fondation de l’Œuvre Notre-Dame[12] et organisation de voyages et sorties d'études.
- Publication depuis 1903 du Bulletin de la Cathédrale de Strasbourg, qui paraît actuellement tous les deux ans et regroupe des études scientifiques variées sur la cathédrale[13].
- Mécénat de campagnes de nettoyage, de restauration ou d'acquisition en lien avec la cathédrale et le Moyen Age, grâce aux dons et legs reçus.

### Actions de mécénat
- 1914 : achat de la Vierge dite "de la rue des Veaux", aujourd'hui au Musée de l’Œuvre Notre-Dame de Strasbourg[14].

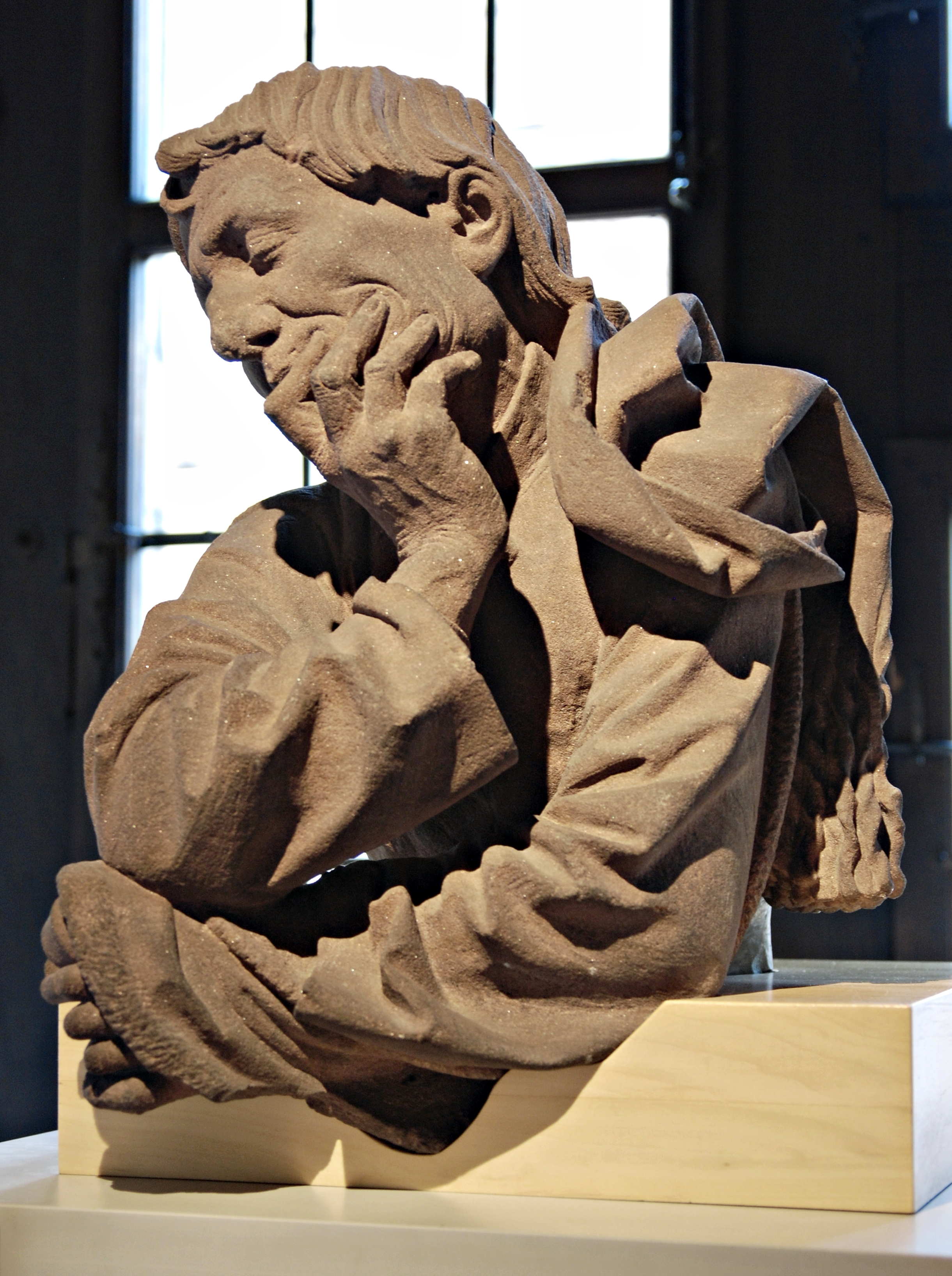
Buste d’homme accoudé de Nicolas Gerhaert de Leyde

- 1931 : achat du Buste d'homme accoudé de Nicolas Gerhaert de Leyde pour le Musée de l'Œuvre Notre-Dame de Strasbourg[15].
- 1937 : achat du cartulaire du Grand Chapitre (XIIIe – XVIe siècle) pour la Bibliothèque humaniste de Sélestat[16].
- 1995 : patine à froid des vitraux de la chapelle Sainte-Catherine et nettoyage des ornements de l’autel Massol du chœur.
- 1999 : restauration des Scènes de la vie de la Vierge.

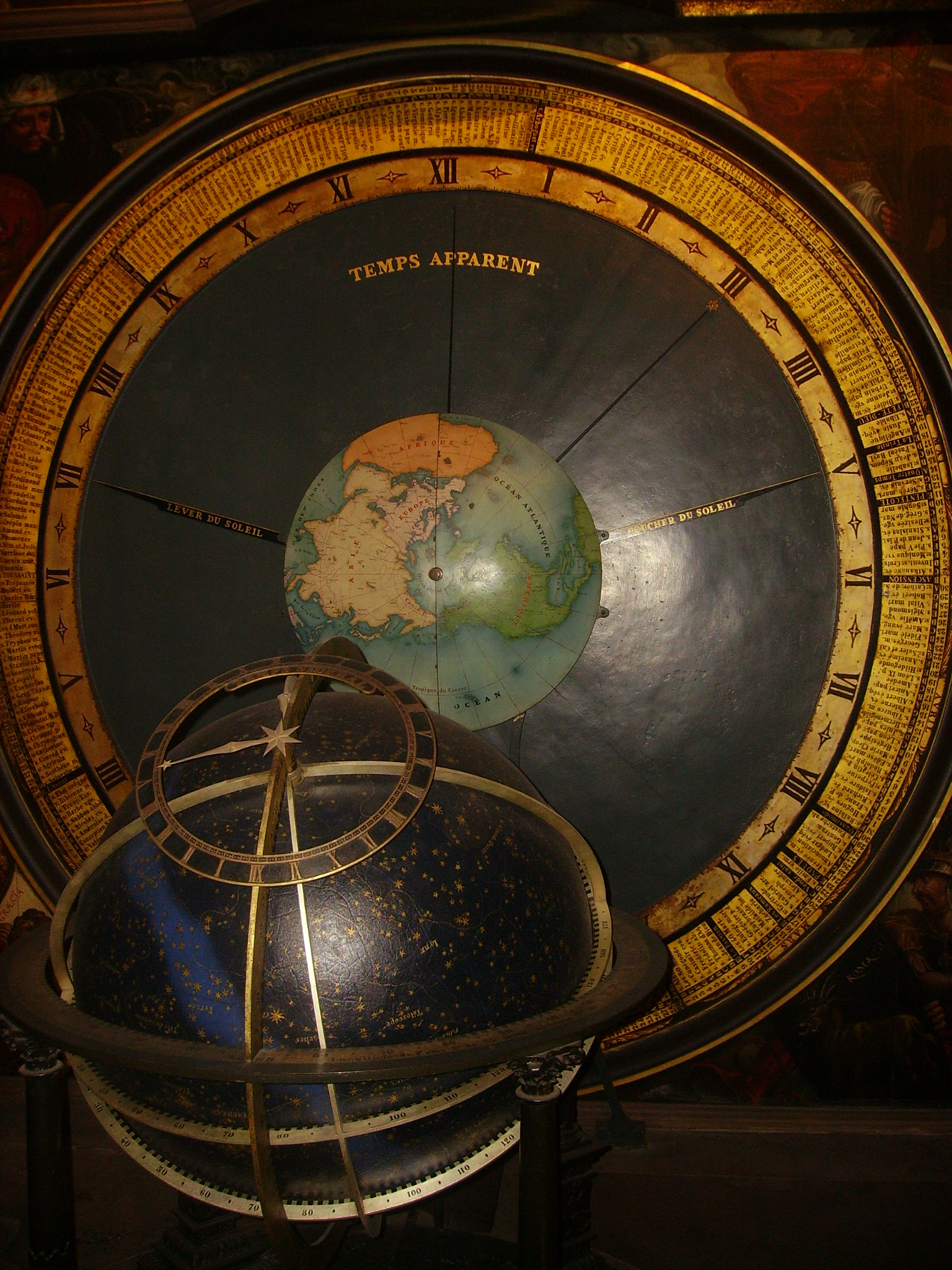
Au premier plan, le globe céleste de l'horloge astronomique de la cathédrale de Strasbourg

- 2001 : mise en valeur de la méridienne de Jean-Baptiste Schwilgué et restauration du globe céleste de l’horloge astronomique.
- 2010 : restauration des fenêtres du bas-côté sud[17].
- 2012 : achat des vitraux de l’église des Dominicains pour le musée de l'Œuvre Notre-Dame[18].
- 2015 : restauration des dorures de l’orgue de la nef (XIVe s.)[19].
- 2015 : aménagement des salles de présentation des dessins d’architecture médiévaux du Musée de l'Œuvre Notre-Dame[20].
- 2015 : installation d'une maquette de la cathédrale en bronze au 1/125e place du Château, co-financée par le Rotary International[21].
- 2017 : achat de la tête de saint Jean provenant du portail sud du transept de la cathédrale pour le musée de l'Œuvre Notre-Dame[22].
- 2018 : numérisation du fonds photographique ancien de la Fondation de l'Œuvre Notre-Dame (campagne Ulule)[23].
- 2019 : réaménagement de la plateforme et de la maison des gardiens[24].
- 2023 : acquisition du dessin de la flèche par Johannes Hültz[25].

### Liste des présidents
- Friedrich Wilhelm Beemelmans (1902-1906)[10]
- Gustave Keller (1906-1910)[10]
- Franz Zorn von Bulach (1911-1919)[10]
- Anselme Laugel (1919-1928)[10]
- Joseph Gass (1929-1933)[10]
- Joseph Walter (1933-1952)[10]
- Étienne Fels (1952-1970)[10]
- Hans Reinhardt (1970-1975)[10]
- François Joseph Fuchs (1975-1994)[10]
- Jean-Paul Lingelser (1994-2013)
- Marc Carel Schurr (de) (2013-2022)
- Francis Klakocer (2022-)